# Молино Нуово (Болоња)
Молино Нуово (итал. Molino Nuovo) је насеље у Италији у округу Болоња, региону Емилија-Ромања.
Према процени из 2011. у насељу је живело 55 становника. Насеље се налази на надморској висини од 195 м.